# Братанівська сільська рада
Братані́вська сільська́ ра́да — адміністративно-територіальна одиниця та орган місцевого самоврядування в Сокирянському районі Чернівецької області. Адміністративний центр — село Братанівка.

## Загальні відомості
- Населення ради: 715 осіб (станом на 2001 рік)

## Населені пункти
Сільській раді були підпорядковані населені пункти:
- с. Братанівка

## Склад ради
Рада складалася з 12 депутатів та голови.
- Голова ради: Лєснік Василь Миколайович
- Секретар ради: Сливка Юлія Василівна

### Керівний склад попередніх скликань
| Прізвище, ім'я, по батькові | Основні відомості                                                 | Дата обрання | Дата звільнення |
| --------------------------- | ----------------------------------------------------------------- | ------------ | --------------- |
| Лєснік Василь Миколайович   | Сільський голова, 1957 року народження, освіта вища, безпартійний | 26.03.2006   | 31.10.2010      |
| Лєснік Василь Миколайович   | Сільський голова, 1957 року народження, освіта вища, безпартійний | 31.10.2010   |                 |

Примітка: таблиця складена за даними сайту Верховної Ради України

### Депутати
За результатами місцевих виборів 2010 року депутатами ради стали:

#### За суб'єктами висування
| Суб'єкт висування           | Кількість обраних депутатів | %    |
| --------------------------- | --------------------------- | ---- |
| Самовисування               | 11                          | 91,7 |
| Комуністична партія України | 1                           | 8,3  |

#### За округами
| № округу                    | Прізвище, ім'я, по батькові  | Дата визнання обраним | Освіта  | Партійна приналежність                        | Відомості про обраного депутата                                                     |
| --------------------------- | ---------------------------- | --------------------- | ------- | --------------------------------------------- | ----------------------------------------------------------------------------------- |
| Комуністична партія України |                              |                       |         |                                               |                                                                                     |
| 11                          | Кваснюк Микола Іванович      | 01.11.2010            | середня | член Комуністичної партії України             | пенсіонер                                                                           |
| Самовисування               |                              |                       |         |                                               |                                                                                     |
| 1                           | Горянський Петро Петрович    | 01.11.2010            | вища    | позапартійний                                 | приватний підприємець                                                               |
| 2                           | Гуцул Раїса Іванівна         | 01.11.2010            | вища    | член Всеукраїнського об'єднання «Батьківщина» | Сокирянський територіальний центр, соціальний працівник                             |
| 3                           | Дряпак Людмила Миколаївна    | 01.11.2010            | вища    | позапартійна                                  | Братанівська загальноосвітня школа І-ІІ ст., вчитель української мови та літератури |
| 4                           | Якубенко Анатолій Васильович | 01.11.2010            | середня | позапартійний                                 | тимчасово не працює                                                                 |
| 5                           | Сливка Юлія Василівна        | 01.11.2010            | вища    | позапартійна                                  | Братанівська сільська рада, секретар ради                                           |
| 6                           | Гуцул Тетяна Петрівна        | 01.11.2010            | вища    | член Всеукраїнського об'єднання «Батьківщина» | Братанівська загальноосвітня школа І-ІІ ст., вчитель географії                      |
| 7                           | Лєснік Ганна Іванівна        | 01.11.2010            | вища    | позапартійна                                  | Братанівська загальноосвітня школа І-ІІ ст., вчитель історії та права               |
| 8                           | Кучерява Галина Петрівна     | 01.11.2010            | вища    | позапартійна                                  | Поштове відділення с. Братанівка, начальник поштового відділення                    |
| 9                           | Левентир Людмила Іванівна    | 01.11.2010            | вища    | позапартійна                                  | Братанівська загальноосвітня школа І-ІІ ст., директор школи                         |
| 10                          | Булавко Світлана Василівна   | 01.11.2010            | вища    | позапартійна                                  | Братанівська загальноосвітня школа І-ІІ ст., вчитель початкових класів              |
| 12                          | Мельник Вікторія Михайлівна  | 01.11.2010            | середня | позапартійна                                  | Братанівська сільська бібліотека, завідувачка                                       |